# Gusandanos
Gusandanos es un pueblo de España perteneciente al municipio de Rosinos de la Requejada, en la comarca de Sanabria, provincia de Zamora, comunidad autónoma de Castilla y León.
Se encuentra cerca del Cerro de la Marra Alta.

## Historia
Durante la Edad Media Gusandanos quedó integrado en el Reino de León, cuyos monarcas habrían acometido la repoblación de la localidad dentro del proceso repoblador llevado a cabo en Sanabria.
Posteriormente, en la Edad Moderna, Gusandanos fue una de las localidades que se integraron en la provincia de las Tierras del Conde de Benavente y dentro de esta en la receptoría de Sanabria. No obstante, al reestructurarse las provincias y crearse las actuales en 1833, la localidad pasó a formar parte de la provincia de Zamora, dentro de la Región Leonesa, quedando integrado en 1834 en el partido judicial de Puebla de Sanabria. Aparece descrito en el Diccionario geográfico-estadístico-histórico de España y sus posesiones de Ultramar de Pascual Madoz de la siguiente manera:

GUSANDANOS: lugar con ayuntamiento en la provincia de Zamora (14 leguas), partido judicial de Puebla de Sanabria (3), diócesis de Astorga (9 1/2), audiencia territorial y capitania general de Valladolid (27): SITUADO en una ladera, combatido por los vientos del norte y oeste, y con CLIMA frio pero sano, pues no se padecen mas que algunos catarros y reumas. Tiene 6 CASAS y una iglesia ó mas bien ermita destruida en parte, dedicada á Santa Ana, en que solo se celebra el dia de San Marcos; los vecinos asisten para los actos religiosos á Anta de Rioconejos, de cuyo pueblo, es el que describimos, puede decirse que un barrio; asi para PRODCTOS y demas (véase dicho Anta).

## Demografía
Es un pueblo muy pequeño, que no tiene habitantes censados actualmente y está despoblado.